# Gornergratbahn
De Gornergratbahn (GGB) is een Zwitserse spoorlijn die vanuit Zermatt de verbinding maakt met het bergstation op de Gornergrat. De spoorlijn werd in 1898 in dienst genomen. Het was de eerste volledig elektrisch aangedreven tandradbaan in Zwitserland. De 9,3 km lange tandradbaan wordt uitgebaat door de Gornergrat Bahn AG, een dochteronderneming van BVZ Holdings AG dewelke eveneens de Matterhorn Gotthard Bahn uitbaat.

## Gornergrat
Gornergrat is een uitzichtspunt drie kilometer ten oosten van Zermatt met onbelemmerd zicht op Monte Rosa, Matterhorn en meer dan twintig andere vierduizenders en een uitstekend skigebied met een gondelbaan gekoppeld aan het skigebied van de Kleine Matterhorn. De top bevindt zich op 3.135 m ü.M.. Aan het treinstation Gornergrat is ook het Kulmhotel gelegen, het hoogste hotel van Zwitserland waarvan de bouwperiode van 1897 tot 1907 liep. In de jaren 60 werden er twee wetenschappelijke observatoria aangebouwd. 
Van 1958 tot 2007 was er op de Gornergrat ook een kabelbaan die de Gornergrat over de Hohtälli met de Zermatter Stockhorn verbond, maar deze werd na het aflopen van de uitbatingsvergunning niet meer vernieuwd en in 2008 afgebroken.

## Aanleg van de Gornergratbahn
Aanvankelijk waren er na de afwerking van de spoorweg van Visp naar Zermatt plannen om zowel een spoorlijn naar de Matterhorn als een spoorlijn naar de Gornergrat te bouwen. De concessie, aangevraagd in 1890 werd hiervoor verleend in 1892. De Matterhornbahn werd nooit gebouwd. De bouwwerkzaamheden aan de Gornergratbahn werden in 1896 gestart, de eerste trajecttesten met een elektrische lokomotief op krachtstroom vonden plaats op 24 november 1897, de inhuldiging van de lijn volgde op 20 augustus 1898. In 1909 werd het traject aan bergzijde met 310 meter verlengd zodat het bergstation dichter bij de top stond. Aanvankelijk werd de lijn enkel in de zomer uitgebaat.  Vanaf 1928 werd in de winter gereden tot Riffelalp om voor de toeristen wintersportfaciliteiten te bieden. Het verdere traject werd afgewerkt om ook in de winter bedrijfszeker te kunnen opereren, onder meer met een 770 meter lange lawinegalerij, de Riffelbordgallerie aangelegd van 1939 tot 1941 en sinds 1942 wordt het hele traject het hele jaar door bediend. De eerste treinen haalden snelheden tot 7 km/h, waardoor de vervoerscapaciteit te beperkt bleef. In 1947 werden nieuwe lokomotieven ingezet, met dubbele maximumsnelheid. Sinds 1950 is de bezetting hoger in de winter- dan in de zomermaanden. Het bergstation werd in 2004 gemoderniseerd. Ook het materiaal werd vernieuwd, waardoor de reistijd tegenwoordig is teruggelopen tot 33 minuten.
Van de totale lengte van 9,34 km is er 3,79 km dubbelsporig uitgevoerd, waaronder de trajectdelen bij elk van de stations. De vijf tunnels in het traject zijn alle enkelspoor. De spoorweg stijgt 1.485 meter. De maximale hellingsgraad is 20%, de kortste kromtestraal in het traject is 80 meter. Het tandradsysteem dat wordt gebruikt is het System Abt, Carl Roman Abt begeleidde zelf de aanleg van de tandradbaan. De recentste treinen zijn vier stellen van Stadler Rail, in dienst genomen in 2006. De huidige driefasenspanning is 750 V 50 Hz.
Het station Gornergrat op 3089 m is het op een na hoogst gelegen treinstation in Europa, na station Jungfraujoch, het bergstation van de Jungfraubahn op 3454 m hoogte. Wereldwijd bekleed station Gornergrat de 10e positie in de lijst van hoogste treinstations die wordt aangevoerd door station Tanggula.

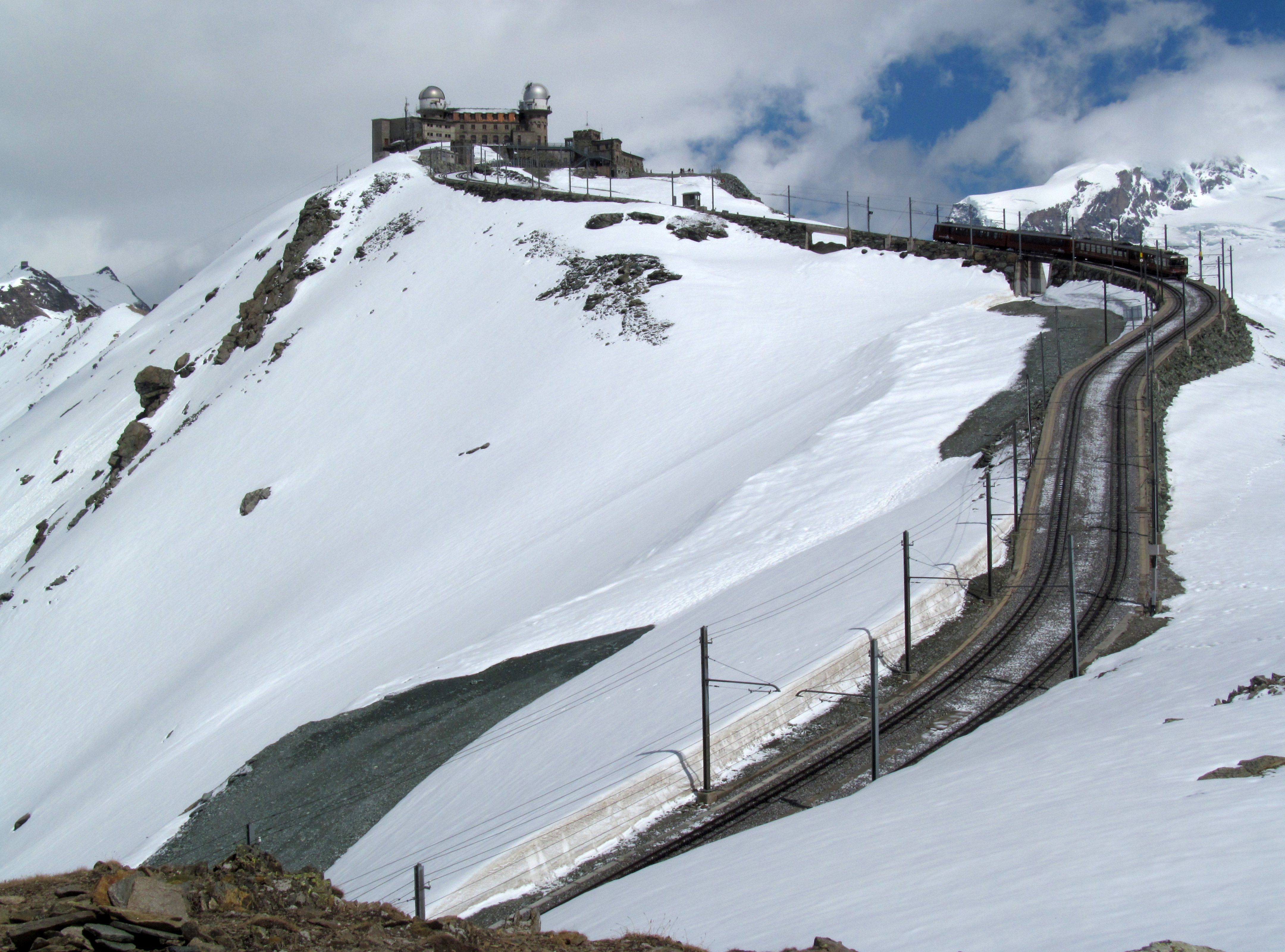
Trein nadert bergstation Gornergratbahn
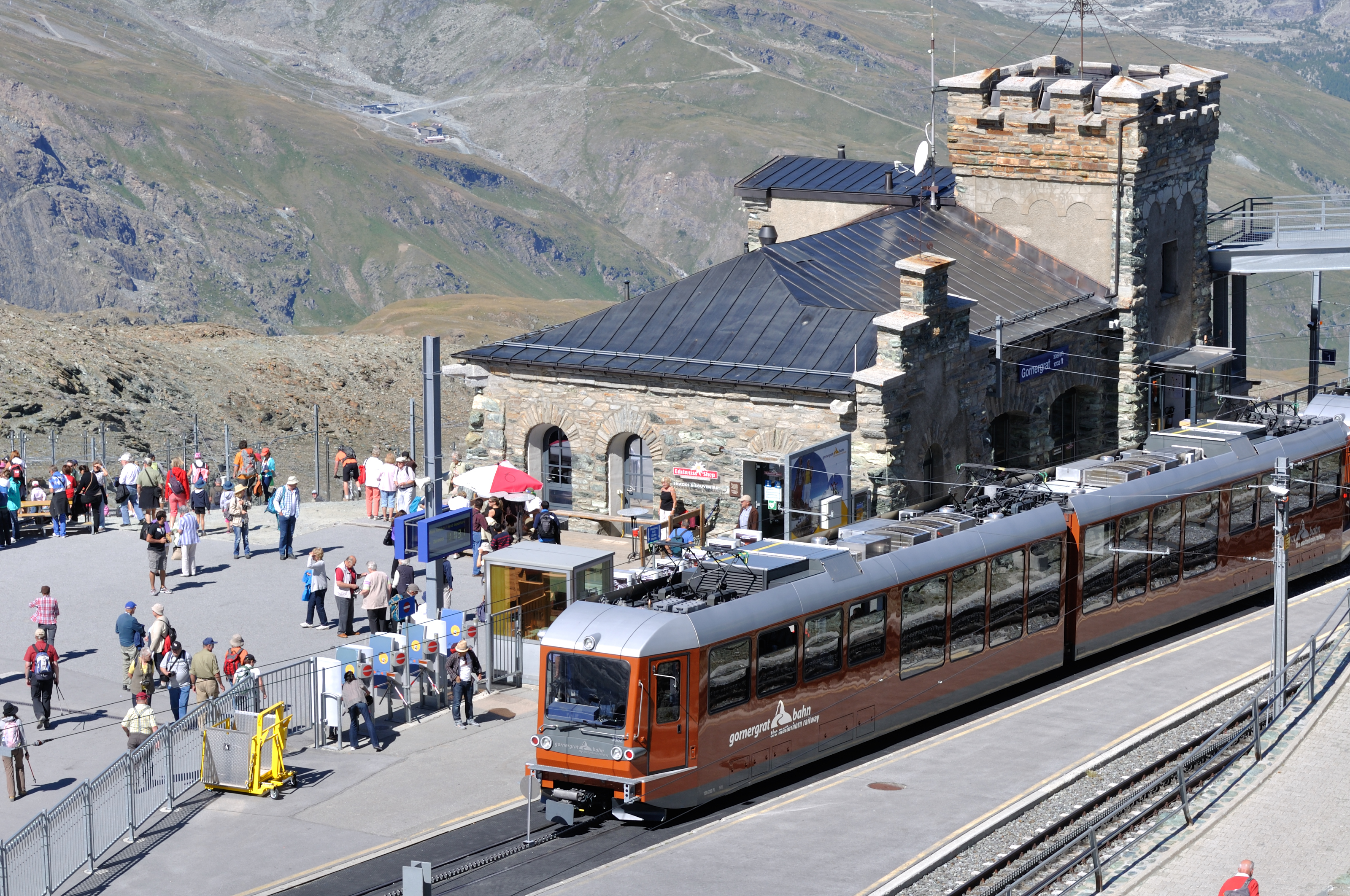
Bergstation in 2012
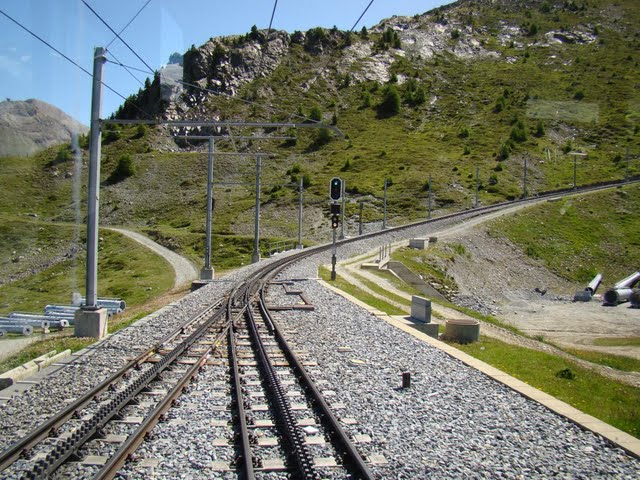
Dubbelspoor gaat over in enkelspoor
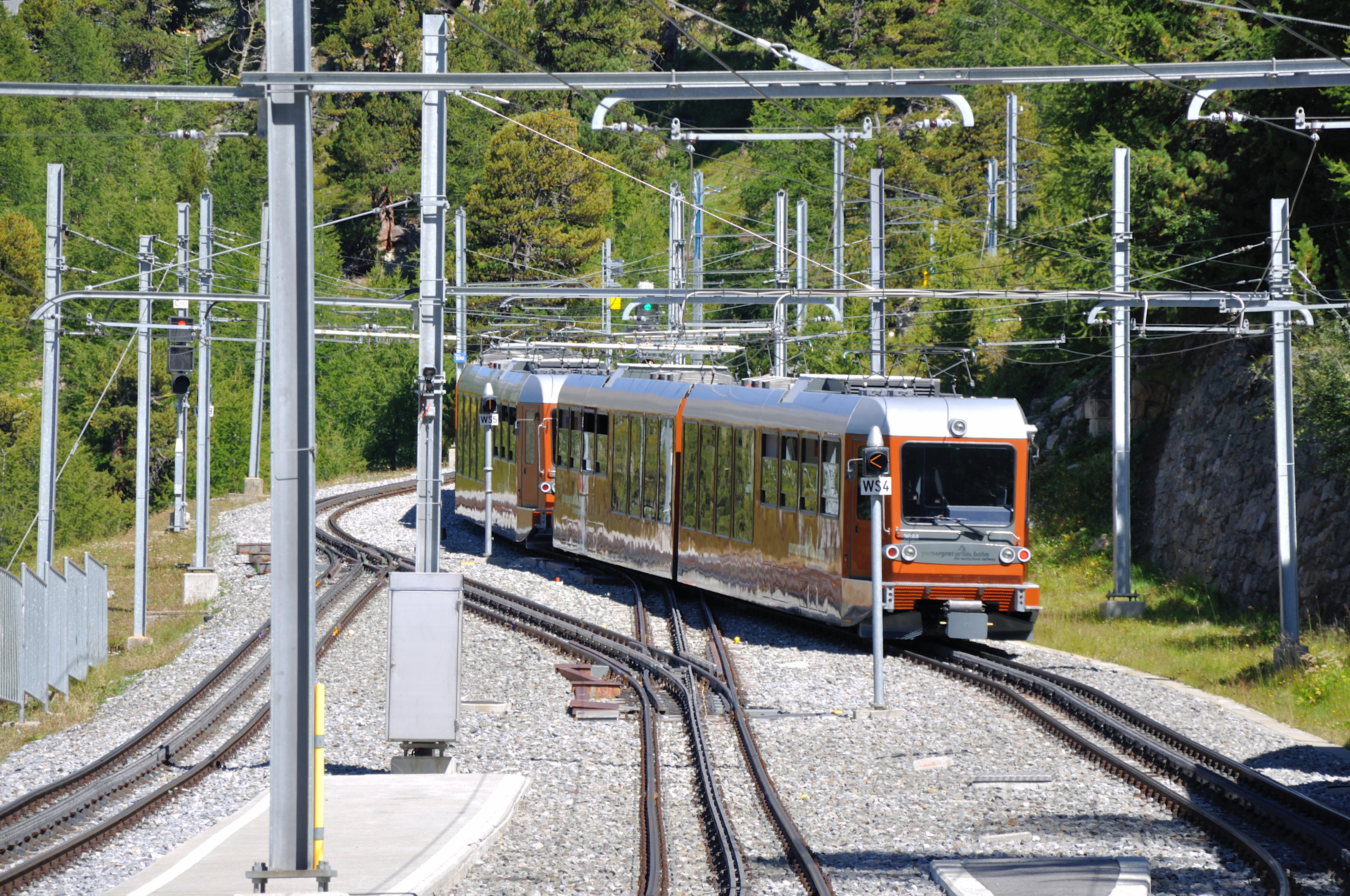
bij station Riffelalp
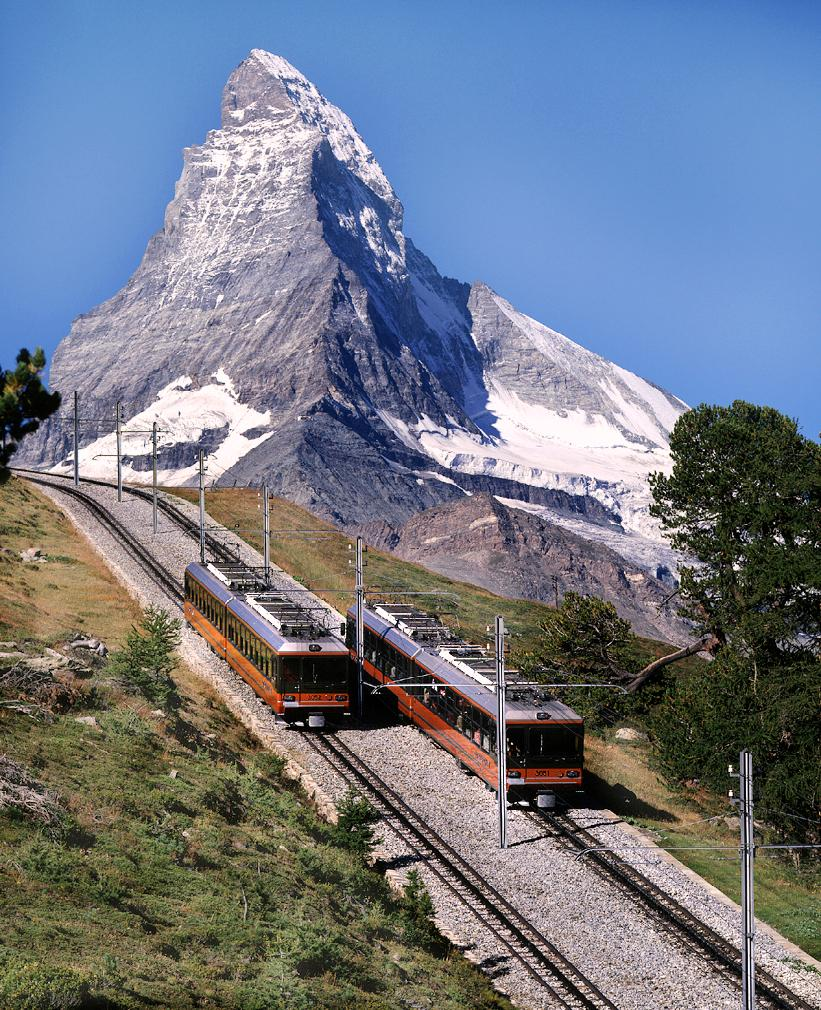
De Gornergratbahn met zicht op de Matterhorn
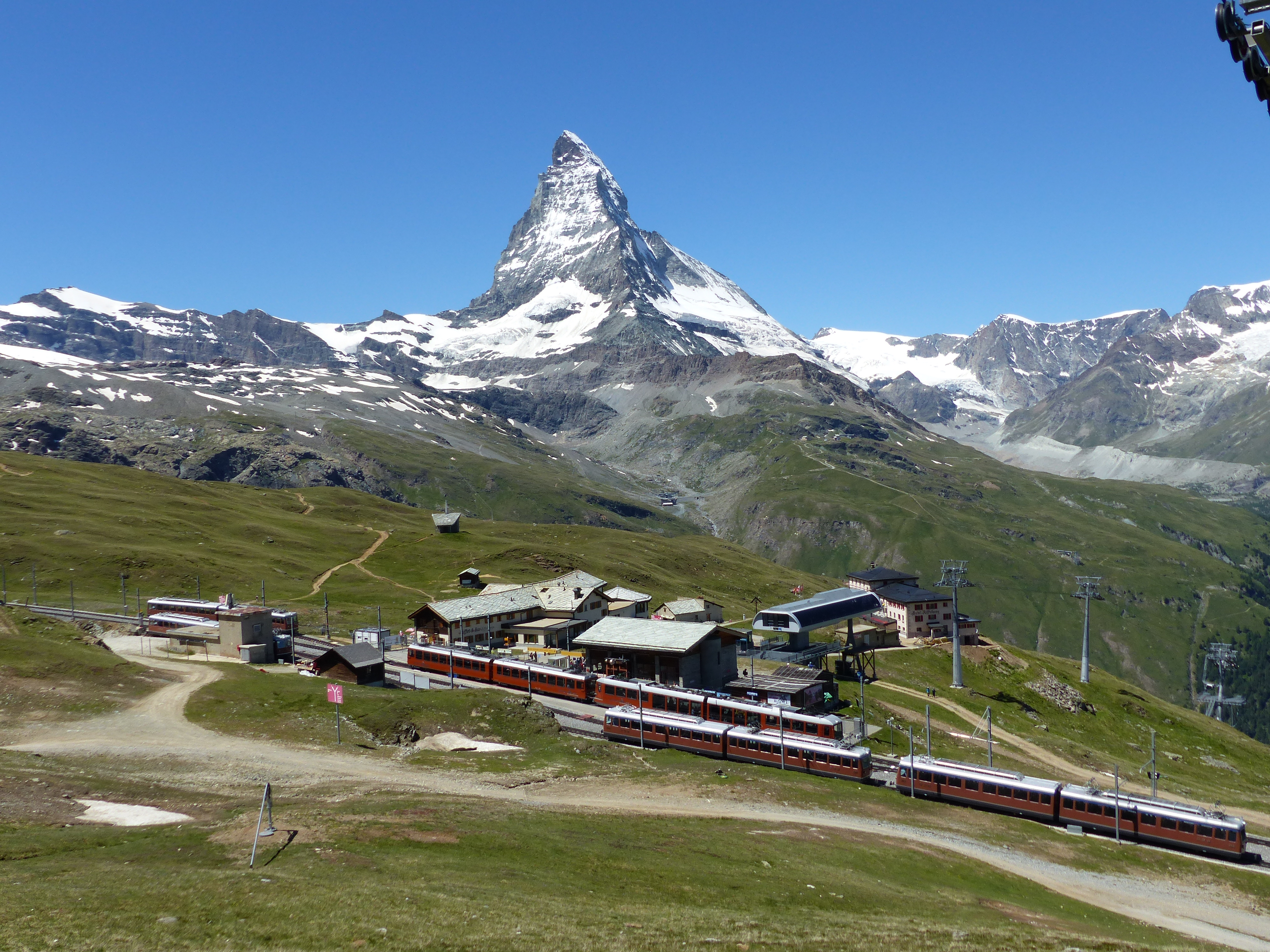
Station Riffelberg